# Resultados do Carnaval do Rio de Janeiro em 1992
Nesta página estão listados os resultados dos concursos de escolas de samba, blocos de empolgação, blocos de enredo, coretos, frevos carnavalescos, ranchos carnavalescos e sociedades carnavalescas do carnaval do Rio de Janeiro do ano de 1992. Os desfiles foram realizados entre os dias 29 de fevereiro e 7 de março de 1992.
Estácio de Sá conquistou seu primeiro título na elite do carnaval carioca. A escola realizou um desfile sobre o movimento de modernismo no Brasil e os setenta anos da Semana de Arte Moderna de 1922. O enredo "Paulicéia Desvairada - 70 Anos de Modernismo no Brasil" foi desenvolvido pelos carnavalescos Mário Monteiro e Chico Spinoza, que foram campeões pela primeira vez no carnaval. Campeã nos dois anos anteriores, a Mocidade Independente de Padre Miguel ficou com o vice-campeonato. A Beija-Flor desfilou com dois componentes nus, sendo penalizada e obtendo o seu pior resultado dos últimos anos, o que culminou no desligamento do carnavalesco Joãosinho Trinta após dezessete carnavais na escola. Leão de Nova Iguaçu, Tradição e Acadêmicos de Santa Cruz foram rebaixadas para a segunda divisão. O desfile do Grupo Especial ficou marcado por um incêndio que destruiu uma alegoria da Viradouro, na Praça da Apoteose, ainda durante o desfile da escola.
Acadêmicos do Grande Rio foi a campeã do Grupo 1, sendo promovida à primeira divisão junto com a vice-campeã, Unidos da Ponte. Arrastão de Cascadura venceu o Grupo 2, sendo promovida à segunda divisão junto com a vice-campeã, Acadêmicos do Cubango. Vizinha Faladeira ganhou o Grupo 3. Em seu primeiro ano como escola de samba, Acadêmicos de Vigário Geral foi a campeã do Grupo de Avaliação.
União da Ilha de Guaratiba, Unidos do Anil, Xuxu, Embalo do Morro do Urubu, Balanço do Cocotá, Balanço de Lucas, Acadêmicos do Juramento, Mocidade Unida da Mineira e Unidos do Dendê foram os campeões dos grupos de blocos de enredo. Entre os blocos de empolgação, Alegria da Capelinha venceu o Grupo A-1 e Bacanas da Piedade ganhou o Grupo A-2. Lenhadores ganhou a disputa de frevos. Alegria da Saúde foi o campeão dos ranchos. Diplomatas da Tiradentes venceu o concurso das grandes sociedades. No concurso de coretos, venceu o da Rua Topázios, em Rocha Miranda.

## Escolas de samba

### Grupo Especial
O desfile do Grupo Especial foi organizado pela Liga Independente das Escolas de Samba do Rio de Janeiro (LIESA) e realizado no Sambódromo da Marquês de Sapucaí. A primeira noite de desfiles teve início às 17 horas e 40 minutos do domingo (01/03) e a segunda noite teve início às 19 horas da segunda-feira (20/03).
Ordem dos desfiles
Seguindo o regulamento do ano, a campeã de 1991, Mocidade Independente de Padre Miguel, pôde escolher dia e posição de desfile, enquanto a vice-campeã de 1991, Acadêmicos do Salgueiro, teria que desfilar em dia diferente da campeã, mas poderia escolher a posição. A primeira noite foi aberta pela Acadêmicos de Santa Cruz. No ano anterior, a agremiação participou do Grupo 1, mas se sentiu prejudicada por ter desfilado no escuro, durante um blecaute no Sambódromo. A escola recorreu à Justiça para ser promovida ao Grupo Especial, obtendo ganho de causa dias antes do desfile. A segunda escola a se apresentar na primeira noite foi a vice-campeã do Grupo 1 do ano anterior, Leão de Nova Iguaçu. A segunda noite foi aberta pelo desfile da Tradição, escola campeã do Grupo 1 de 1991. A posição de desfile das demais escolas foi definida através de sorteio realizado pela LIESA no dia 12 de junho de 1991.
| Domingo (01/03/1992) | Segunda-feira (02/03/1992) |
| 1. Acadêmicos de Santa Cruz 2. Leão de Nova Iguaçu 3. Estação Primeira de Mangueira 4. Imperatriz Leopoldinense 5. Caprichosos de Pilares 6. Acadêmicos do Salgueiro 7. Unidos do Viradouro 8. Beija-Flor | 1. Tradição 2. Unidos de Vila Isabel 3. Estácio de Sá 4. Unidos da Tijuca 5. Mocidade Independente de Padre Miguel 6. União da Ilha do Governador 7. Portela |

Quesitos e julgadores
Foram mantidos os dez quesitos de avaliação dos anos anteriores e a mesma quantidade de julgadores.
| Quesitos | Quesitos                     | Julgador 1              | Julgador 2              | Julgador 3                 |
| -------- | ---------------------------- | ----------------------- | ----------------------- | -------------------------- |
|          | Bateria                      | Cláudio Luiz Matheus    | Luiz Carlos Reis        | Téo Lima                   |
|          | Samba-Enredo                 | Dulce Tupy              | Fernanda de Tolda       | Ruy Maurity                |
|          | Harmonia                     | Benvindo Siqueira       | Hélio Capucchi          | Denira Rosário             |
|          | Evolução                     | Ana Bernacchi           | Carlos Pousa            | Otoniel Serra              |
|          | Enredo                       | Pedro Arídio            | José Reginaldo Bastos   | Sebastião José de Oliveira |
|          | Conjunto                     | Aderbal Freire Filho    | Mário Cardoso           | Regina Gomes de Oliveira   |
|          | Alegorias e Adereços         | Amaury Sebastião Chaves | Henrique M. de Carvalho | Juciê Mendes               |
|          | Fantasias                    | Leda Bastos             | Nancy Serves            | Suely Stambovsky           |
|          | Comissão de Frente           | Maria Elisa Proença     | Mirian Glória de Castro | Orlando Miranda            |
|          | Mestre-Sala e Porta-Bandeira | Ilclemar Nunes          | Marly Leal              | Roberto Roney              |

#### Classificação
Estácio de Sá foi a campeã, conquistando seu primeiro título na elite do carnaval. Terceira escola da segunda noite, a Estácio de Sá realizou um desfile sobre o movimento de modernismo no Brasil e os setenta anos da Semana de Arte Moderna de 1922. O enredo "Paulicéia Desvairada - 70 Anos de Modernismo no Brasil" foi desenvolvido pelos carnavalescos Mário Monteiro e Chico Spinoza, que foram campeões pela primeira vez no carnaval do Rio. O samba-enredo contagiou o público no sambódromo, especialmente o refrão principal, de fácil assimilação ("Me dê, me dá / Me dá, me dê / Onde você for / Eu vou com você"). A escola encerrou seu desfile sendo saudada pelo público com gritos de "é campeã".
Campeã dos dois anos anteriores, a Mocidade Independente de Padre Miguel ficou com o vice-campeonato por um ponto e meio de diferença para a Estácio. A escola tentou o tricampeonato com um desfile sobre os sonhos. Terceira colocada, a Imperatriz Leopoldinense realizou um desfile sobre os quinhentos anos da descoberta oficial do Continente Americano. Acadêmicos do Salgueiro ficou em quarto lugar com uma apresentação sobre o café. Portela conquistou a última vaga do Desfile das Campeãs. Com um desfile sobre a cor azul, a escola se classificou em quinto lugar. Estação Primeira de Mangueira foi a sexta colocada com uma homenagem ao cantor e compositor Tom Jobim, que participou do desfile. A Beija-Flor obteve seu pior resultado em dezessete anos, ficando em sétimo lugar com um desfile sobre a televisão. Também foi o pior resultado da carreira do carnavalesco Joãosinho Trinta até então, o que culminou em seu desligamento da Beija-Flor. Unidos da Tijuca ficou em oitavo lugar com uma apresentação sobre a Baía de Guanabara. Com um desfile sobre a cultura cigana, a Unidos do Viradouro se classificou em nono lugar. A escola sofreu um dos maiores acidentes da história do carnaval, quando uma de suas alegorias foi totalmente destruída por um incêndio na Praça da Apoteose, ainda durante o desfile da escola. Não houve vítimas. Enquanto a situação era controlada, a escola perdeu tempo e encerrou seu desfile com treze minutos a mais do que o máximo permitido, o que gerou a perda de treze pontos. União da Ilha do Governador foi a décima colocada com uma apresentação sobre as ilhas de todo o mundo, inclusive a Ilha do Governador, onde é sediada a escola. Décima primeira colocada, a Caprichosos de Pilares realizou um desfile sobre o artesanato brasileiro. Unidos de Vila Isabel ficou em décimo segundo lugar com uma apresentação que questionou os quinhentos anos do descobrimento da América que, segundo a escola, já era povoada antes da chegada da frota de Cristóvão Colombo.
Recém promovida ao Grupo Especial, após conquistar o vice-campeonato do Grupo 1 de 1991, a Leão de Nova Iguaçu foi rebaixada de volta para a segunda divisão. Décima terceira colocada, a escola prestou um tributo à escritora e autora de telenovelas, Janete Clair, morta em 1983. Vila e Leão empataram em pontos totais. O desempate se deu no quesito Bateria, onde a Vila teve notas maiores. Também recém promovida à primeira divisão, após vencer o Grupo 1 do ano anterior, a Tradição foi rebaixada novamente. Penúltima colocada, a escola falou sobre as flores. Última colocada, a Acadêmicos de Santa Cruz foi rebaixada de volta para a segunda divisão. A agremiação realizou um desfile sobre a mística em torno do número quatro. O carnavalesco da escola, Ney Ayan, faleceu durante a preparação do desfile.
| Legenda: Desfile das Campeãs Rebaixadas para o Grupo 1 |

| Col. | Escola                                | Enredo                                                 | Carnavalesco(a)                             | Pontos | Desempate          |
| ---- | ------------------------------------- | ------------------------------------------------------ | ------------------------------------------- | ------ | ------------------ |
| 1    | Estácio de Sá                         | Paulicéia Desvairada - 70 Anos de Modernismo no Brasil | Mário Monteiro e Chico Spinoza              | 298,5  | -                  |
| 2    | Mocidade Independente de Padre Miguel | Sonhar não Custa Nada, ou Quase Nada                   | Renato Lage e Lilian Rabello                | 297    | -                  |
| 3    | Imperatriz Leopoldinense              | Não Existe Pecado do Lado de Baixo do Equador          | Rosa Magalhães                              | 294,5  | -                  |
| 4    | Acadêmicos do Salgueiro               | O Negro que Virou Ouro nas Terras do Salgueiro         | Mário Borriello                             | 294    | -                  |
| 5    | Portela                               | Todo o Azul que o Azul Tem                             | Sílvio Cunha                                | 292,5  | -                  |
| 6    | Estação Primeira de Mangueira         | Se Todos Fossem Iguais a Você - Tom Jobim              | Ilvamar Magalhães                           | 292    | -                  |
| 7    | Beija-Flor                            | Há Um Ponto de Luz na Imensidão                        | Joãosinho Trinta                            | 288,5  | -                  |
| 8    | Unidos da Tijuca                      | Guanabaran Seio do Mar                                 | Oswaldo Jardim                              | 284,5  | -                  |
| 9    | Unidos do Viradouro                   | E a Magia da Sorte Chegou                              | Max Lopes                                   | 281,5  | -                  |
| 10   | União da Ilha do Governador           | Sou mais Minha Ilha                                    | Luiz Fernando Reis e José Felix             | 280    | -                  |
| 11   | Caprichosos de Pilares                | Brasil Feito a Mão... Do Barro ao Carnaval             | Alexandre Louzada e Washington Luiz         | 279    | -                  |
| 12   | Unidos de Vila Isabel                 | A Vila Vê o Ovo e Põe as Claras                        | Gil Ricon                                   | 270,5  | Bateria (29,5 pts) |
| 13   | Leão de Nova Iguaçu                   | O Leão na Selva de Ilusões de Janete Clair             | Fábio Borges, Adalmir Braga e Paulo Sottero | 270,5  | Bateria (26,5 pts) |
| 14   | Tradição                              | O Espetáculo Maior... As Flores                        | Jorge Luiz Vilela                           | 264    | -                  |
| 15   | Acadêmicos de Santa Cruz              | De Quatro em Quatro Eu Chego Lá                        | Ney Ayan e Albeci Pereira                   | 236,5  | -                  |

### Grupo 1

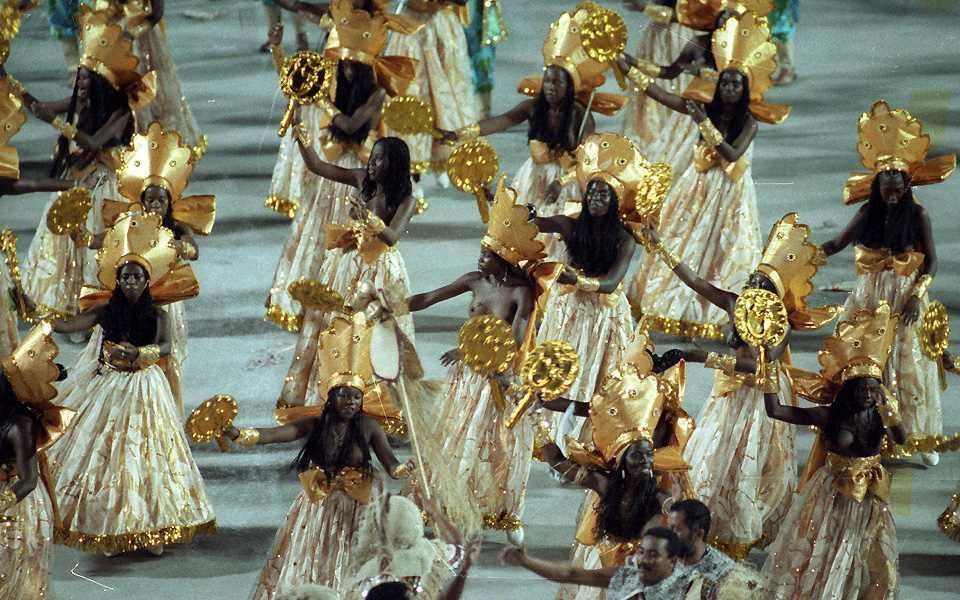
Ala do desfile da Grande Rio em 1992, a escola foi a campeã do Grupo 1.

O desfile do Grupo 1 (segunda divisão) foi organizado pela Associação das Escolas de Samba da Cidade do Rio de Janeiro e realizado no Sambódromo da Marquês de Sapucaí, entre as 18 horas do sábado, dia 29 de fevereiro de 1992, e as 11 horas do dia seguinte.
| Ordem dos desfiles |
| 1. Unidos do Campinho 2. Acadêmicos da Rocinha 3. Acadêmicos do Engenho da Rainha 4. Unidos de Lucas 5. Arranco 6. Unidos da Ponte 7. Lins Imperial 8. Acadêmicos do Grande Rio 9. São Clemente 10. Independentes de Cordovil 11. Unidos do Cabuçu 12. Unidos do Jacarezinho 13. Império da Tijuca 14. Império Serrano |

#### Classificação
Acadêmicos do Grande Rio foi a campeã, garantindo seu retorno ao Grupo Especial, de onde foi rebaixada no ano anterior. Vice-campeã, Unidos da Ponte também foi promovida à primeira divisão, de onde foi rebaixada quatro anos antes, em 1989.
| Legenda: Promovidas ao Grupo Especial / Desfile das Campeãs Rebaixadas para o Grupo 2 |

| Col. | Escola                          | Enredo                                                            | Carnavalesco(a)                               | Pontos |
| ---- | ------------------------------- | ----------------------------------------------------------------- | --------------------------------------------- | ------ |
| 1    | Acadêmicos do Grande Rio        | Águas Claras para Um Rei Negro                                    | Lucas Pinto e Sonia Regina Correia de Almeida | 315    |
| 2    | Unidos da Ponte                 | Da Cor do Pecado                                                  | Alexandre Louzada                             | 313    |
| 3    | Império Serrano                 | Fala Serrinha - A Voz do Morro Sou Eu Mesmo sim Senhor            | Paulo Resende, Luiz Rangel e Wanderley Silva  | 305    |
| 4    | Arranco                         | Mandakaru, Fruta-Flor do Querer                                   | Sylvio Cunha                                  | 298    |
| 5    | Acadêmicos da Rocinha           | Para não Dizer que não Falei das Flores                           | Carlinhos Andrade                             | 297    |
| 6    | Unidos do Jacarezinho           | A Visita do Jacarezinho ao Reino Encantado de Maria Clara Machado | Carlos Feijó e Eduardo Gonçalves              | 294    |
| 7    | São Clemente                    | E o Salário, ó!                                                   | Luiz Fernando Reis e José Félix               | 291    |
| 8    | Unidos do Cabuçu                | Xuxa a Realidade Vira Sonho no Xou da Cabuçu                      | Paulo Afonso de Lima e Mara Alves             | 288    |
| 9    | Unidos de Lucas                 | Baía com i                                                        | Sid Camilo e Sancler Boiron                   | 287    |
| 10   | Império da Tijuca               | Um Mistério Chamado Brasil                                        | Jorge Luiz Vilela                             | 269    |
| 11   | Lins Imperial                   | Rio - Eco 92                                                      | Orlando Júnior                                | 267    |
| 12   | Acadêmicos do Engenho da Rainha | Mãe Terra: E o Homem Refez a Criação. O Mito do Engenho da Rainha | Luis Carlos Almeida                           | 260    |
| 13   | Independentes de Cordovil       | Um Negro Chamado Felicidade, Neguinho da Beija-Flor               | Eduardo Silva                                 | 231    |
| 14   | Unidos do Campinho              | Passa, Passa Tempo                                                | Sérgio Kauzman e Armando Martins              | 220    |

### Grupo 2
O desfile do Grupo 2 (terceira divisão) foi organizado pela AESCRJ e realizado a partir das 18 horas da terça-feira, dia 3 de março de 1992, no Sambódromo da Marquês de Sapucaí.
| Ordem dos desfiles |
| 1. Unidos da Vila Kennedy 2. Canários das Laranjeiras 3. Arrastão de Cascadura 4. União de Vaz Lobo 5. Mocidade Unida de Jacarepaguá 6. Paraíso do Tuiuti 7. Tupy de Brás de Pina 8. Acadêmicos do Cubango 9. Em Cima da Hora 10. União de Jacarepaguá 11. Unidos da Vila Santa Tereza 12. Unidos de Manguinhos |

#### Classificação
Arrastão de Cascadura foi a campeã, garantindo seu retorno ao Grupo 1, de onde foi rebaixada em 1989. Terceira escola a desfilar, o Arrastão realizou um desfile sobre a história do carnaval. Vice-campeã por um ponto de diferença para o Arrastão, Acadêmicos do Cubango também foi promovida à segunda divisão.
| Legenda: Promovidas ao Grupo 1 Rebaixadas para o Grupo 3 |

| Col. | Escola                        | Enredo                                     | Carnavalesco(a)                                        | Pontos |
| ---- | ----------------------------- | ------------------------------------------ | ------------------------------------------------------ | ------ |
| 1    | Arrastão de Cascadura         | Carnaval, Ontem, Hoje e Amanhã             | Joãozinho de Deus                                      | 203    |
| 2    | Acadêmicos do Cubango         | Negro que Te Quero Negro                   | José Luiz Melo e Ronaldo Silva                         | 202    |
| 3    | Mocidade Unida de Jacarepaguá | Pepê, Esporte, Ecologia e Carnaval         | Oscar Alcântara, Eduardo Vilarin e Pablo das Oliveiras | 193    |
| 4    | Canários das Laranjeiras      | Mãe África                                 | Armando Martins                                        | 184    |
| 5    | Unidos de Manguinhos          | Kid Morangueira - 90 Anos de Um Malandro   | Paulo Menezes e Ítalo Martins                          | 184    |
| 6    | Tupy de Brás de Pina          | Tributo às Raízes                          | Jairo de Souza e Virgílio Bayma                        | 180    |
| 7    | União de Jacarepaguá          | Mar de Ilusões                             | Nilson da Cruz Bulhões e Paulo Gonçalves               | 174    |
| 8    | Em Cima da Hora               | A Sombra da Ilusão Uma Fantasia Brasileira | José Eugênio                                           | 167    |
| 9    | Unidos da Vila Santa Tereza   | Portela e Império Encantam Madureira       | Jordey de Paula e Oscar Alcântara                      | 157    |
| 10   | Paraíso do Tuiuti             | Será que Vai dar Praia?                    | Máslova Valença e Fernanda Junqueira                   | 154    |
| 11   | Unidos da Vila Kennedy        | Divindade dos Deuses                       | Edson Siqueira                                         | 147    |
| 12   | União de Vaz Lobo             | É Uma Casa Brasileira com Certeza          | Ananguê                                                | 132    |

### Grupo 3
O desfile do Grupo 3 (quarta divisão) foi organizado pela AESCRJ e realizado a partir das 19 horas do domingo, dia 1 de março de 1992, na Avenida Rio Branco.
| Ordem dos desfiles |
| 1. Boi da Ilha do Governador 2. Unidos da Villa Rica 3. Unidos de Bangu 4. União de Rocha Miranda 5. Vizinha Faladeira 6. Unidos do Uraiti 7. Foliões de Botafogo 8. Império do Marangá 9. Unidos da Matriz 10. Difícil É o Nome |

#### Classificação
Vizinha Faladeira foi a campeã, sendo promovida ao Grupo 2 junto com Unidos da Villa Rica e Difícil É o Nome.
| Legenda: Promovidas ao Grupo 2 Rebaixadas para o Desfile de Avaliação * Sem informação disponível |

| Col. | Escola                    | Enredo                                                | Carnavalesco(a)                                    | Pontos |
| ---- | ------------------------- | ----------------------------------------------------- | -------------------------------------------------- | ------ |
| 1    | Vizinha Faladeira         | Quem É do Mar não Enjoa                               | Jorge Nova                                         | 212    |
| 2    | Unidos da Villa Rica      | Do Negro ao Branco à Raiz da Cultura                  | Antônio Sérgio Carvalho                            | 212    |
| 3    | Difícil É o Nome          | Quem Arrisca não Petisca                              | Luizinho 28                                        | 206    |
| 4    | Unidos de Bangu           | Troque a Pilha e Aumente o Volume                     | Adílson Nogueira                                   | 205    |
| 5    | Boi da Ilha do Governador | Sua Majestade, o Rei Nagô                             | Ricardo Ayres                                      | 197    |
| 6    | Império do Marangá        | Cinderela Brasileira                                  | Zezinho Rodrigues, Humberto Abreu e Orlando Júnior | 181    |
| 7    | Foliões de Botafogo       | O que É que Tem Este Brasil Lindo e Trigueiro         | João Simões e Valentim Castro de Oliveira          | 176    |
| 8    | Unidos da Matriz          | Coração de Ganga Zumba                                | *                                                  | 159    |
| 9    | Unidos do Uraiti          | O Reino Que Ossanha Encantou                          | *                                                  | 157    |
| 10   | União de Rocha Miranda    | Negro Brasil, das Raízes Africanas ao Delírio Barroco | Marcio Darion e Sergio Caput                       | 154    |

### Desfile de Avaliação
O desfile do Grupo de Avaliação (quinta divisão) foi organizado pela AESCRJ e realizado a partir das 19 horas da segunda-feira, dia 2 de março de 1992, na Avenida Rio Branco.
| Ordem dos desfiles |
| 1. Acadêmicos de Vigário Geral 2. União de Campo Grande 3. Mocidade de Vicente de Carvalho 4. Imperial de Morro Agudo 5. Unidos de Cosmos 6. Boêmios de Inhaúma 7. Unidos de Padre Miguel 8. Mocidade de Vasconcelos 9. Acadêmicos do Cachambi |

#### Classificação
Em seu primeiro ano como escola de samba, Acadêmicos de Vigário Geral foi a campeã do Grupo de Avaliação, sendo promovida ao Grupo 3. A escola abriu as apresentações do Grupo de Avaliação com um desfile sobre o bairro de Copacabana. Mocidade de Vasconcelos, Boêmios de Inhaúma, Mocidade de Vicente de Carvalho e Imperial de Nova Iguaçu também foram promovidas à quarta divisão. Últimas colocadas, União de Campo Grande e Unidos de Cosmos foram suspensas de desfilar no ano seguinte.
| Legenda: Promovidas ao Grupo 3 Escolas suspensas * Sem informação disponível |

| Col. | Escola                          | Enredo                                                           | Carnavalesco(a)                          | Pontos |
| ---- | ------------------------------- | ---------------------------------------------------------------- | ---------------------------------------- | ------ |
| 1    | Acadêmicos de Vigário Geral     | Cem Anos nas Ondas de Copacabana                                 | Cid Franco                               | 117    |
| 2    | Mocidade de Vasconcelos         | Quem É Ele? Ele É Luiz de Ogum                                   | *                                        | 116    |
| 3    | Boêmios de Inhaúma              | O Nascimento dos Orixás                                          | Luiz Carlos do Valle                     | 112    |
| 4    | Mocidade de Vicente de Carvalho | Capoeira, Berimbau, Afoxé no Carnaval                            | Ad Moreira (Altamiro Duarte Moreira)     | 102    |
| 5    | Imperial de Nova Iguaçu         | Rio, Glória e Tradição                                           | Ricardo Ayres                            | 101    |
| 6    | Unidos de Padre Miguel          | Brasil Folclórico                                                | Valdir Madureira                         | 97     |
| 7    | Acadêmicos do Cachambi          | A Lenda do Dragão Dourado                                        | Vivaldo Antunes                          | 90     |
| 8    | União de Campo Grande           | Sonhar com Brizolão É Sonhar com Educação                        | *                                        | 70     |
| 9    | Unidos de Cosmos                | Aonde o Samba Fala Mais Alto com Portas Abertas - Rubens Gerardi | Oziel Albuquerque e Waine Werneck Soares | 65     |

### Desfile das Campeãs
O Desfile das Campeãs foi realizado no Sambódromo da Marquês de Sapucaí, entre as 18 horas do sábado, dia 7 de março de 1992, e as 5 horas do dia seguinte. Participaram as escolas campeã e vice-campeã do Grupo 1 e as cinco primeiras colocadas do Grupo Especial.
| Ordem dos desfiles |
| 1. Unidos da Ponte 2. Acadêmicos do Grande Rio 3. Portela 4. Acadêmicos do Salgueiro 5. Imperatriz Leopoldinense 6. Mocidade Independente de Padre Miguel 7. Estácio de Sá |

## Blocos de empolgação
Os desfiles dos blocos de empolgação foram organizados pela Federação dos Blocos Carnavalescos do Estado do Rio de Janeiro (FBCERJ). A apuração do resultado foi realizada na quinta-feira, dia 5 de março de 1992, na Praça da Apoteose.

### Grupo A-1
O desfile foi realizado a partir das 20 horas do domingo, dia 1 de março de 1992, no Boulevard 28 de Setembro, em Vila Isabel. Alegria da Capelinha foi o campeão.
| Col. | Bloco                 |
| ---- | --------------------- |
| 1    | Alegria da Capelinha  |
| 2    | Mocidade da Mallet    |
| 3    | Escovão da Riachuello |
| 4    | Grilo de Bangu        |
| 5    | Vai Quem Quer         |
| 6    | Unidos do Mendanha    |
| 7    | Tigre de Bonsucesso   |
| 8    | Balanço da Mangueira  |
| 9    | Urubu Cheiroso        |
| 10   | Caracol de Copacabana |

### Grupo A-2
O desfile foi realizado a partir das 20 horas do domingo, dia 1 de março de 1992, na Rua Dias da Cruz, no Méier. Bacanas da Piedade foi o campeão.
| Col. | Bloco                           |
| ---- | ------------------------------- |
| 1    | Bacanas da Piedade              |
| 2    | Renascença de Benfica           |
| 3    | Sambão de Madureira             |
| 4    | Magnatas de Engenheiro Pedreira |
| 5    | Trem da Alegria                 |
| 6    | Paulo da Onça                   |

## Blocos de enredo
Os desfiles dos blocos de enredo foram organizados pela FBCERJ. A apuração do resultado foi realizada na quinta-feira, dia 5 de março de 1992, na Praça da Apoteose.

### Grupo 1
O desfile foi realizado a partir das 22 horas do sábado, dia 29 de fevereiro de 1992, na Avenida Rio Branco. União da Ilha de Guaratiba foi o campeão.
| Col. | Bloco                            |
| ---- | -------------------------------- |
| 1    | União da Ilha de Guaratiba       |
| 2    | Mataram Meu Gato                 |
| 3    | Mocidade de Guararapes           |
| 4    | Flor da Mina do Andaraí          |
| 5    | Mocidade Independente de Inhaúma |
| 6    | Cometas do Bispo                 |
| 7    | Acadêmicos da Abolição           |
| 8    | Unidos de Cantagalo              |
| 9    | Arrastão de São João             |

### Grupo 2
O desfile foi realizado a partir das 22 horas do sábado, dia 29 de fevereiro de 1992, no Boulevard 28 de Setembro. Unidos do Anil foi o campeão.
| Col. | Bloco                         |
| ---- | ----------------------------- |
| 1    | Unidos do Anil                |
| 2    | Coroado de Jacarepaguá        |
| 3    | Unidos de São Cristóvão       |
| 4    | Corações Unidos de Bonsucesso |
| 5    | Infantes da Piedade           |
| 6    | Arame de Ricardo              |
| 7    | Bafo de Bode                  |
| 8    | Unidos da Fronteira           |
| 9    | Namorar Eu Sei                |

### Grupo 3
O desfile foi realizado a partir das 22 horas do sábado, dia 29 de fevereiro de 1992, na Praça das Nações, em Bonsucesso. Xuxu foi o campeão.
| Col. | Bloco                   |
| ---- | ----------------------- |
| 1    | Xuxu                    |
| 2    | Unidos de São Brás      |
| 3    | Unidos do Leblon        |
| 4    | Bloco do Barriga        |
| 5    | Mocidade de São Matheus |
| 6    | Bloco do China          |
| 7    | Força Jovem do Horto    |
| 8    | Tubarão                 |
| 9    | Cem de Nilópolis        |

### Grupo 4
O desfile foi realizado a partir das 22 horas do sábado, dia 29 de fevereiro de 1992, na Rua Dias da Cruz. Embalo do Morro do Urubu foi o campeão com um desfile em homenagem ao cantor e compositor Monarco.
| Col. | Bloco                           |
| ---- | ------------------------------- |
| 1    | Embalo do Morro do Urubu        |
| 2    | Rosa de Ouro                    |
| 3    | Suspiro do Bairro da Praça Seca |
| 4    | Unidos da Curtição              |
| 5    | Aventureiros do Leme            |
| 6    | Embalo do Catete                |
| 7    | Azul e Branco                   |
| 8    | Roda Quem Pode                  |
| 9    | Unidos do Parque da Felicidade  |

### Grupo 5
O desfile foi realizado a partir das 22 horas do sábado, dia 29 de fevereiro de 1992, na Estrada Henrique de Melo, em Oswaldo Cruz. Balanço do Cocotá foi o campeão.
| Col. | Bloco                          |
| ---- | ------------------------------ |
| 1    | Balanço do Cocotá              |
| 2    | Surpresa de Realengo           |
| 3    | Império do Gramacho            |
| 4    | Mimo de Acari                  |
| 5    | Unidos de São Nicolau          |
| 6    | Inocentes do Jardim Metrópoles |
| 7    | Passa a Régua de Bangu         |
| 8    | União da Vila                  |
| 9    | Bafo do Leão                   |
| 10   | Chora na Rampa                 |

### Grupo 6
O desfile foi realizado a partir das 20 horas do domingo, dia 1 de março de 1992, na Estrada Porto Velho, em Cordovil. Balanço de Lucas foi o campeão.
| Col. | Bloco                                 |
| ---- | ------------------------------------- |
| 1    | Balanço de Lucas                      |
| 2    | Flor da Vila Tiradentes               |
| 3    | Império da Leopoldina                 |
| 4    | Mocidade de Camaré                    |
| 5    | Paraíso da Alvorada                   |
| 6    | Coração de Éden                       |
| 7    | Unidos da Seletiva                    |
| 8    | União da Comunidade de Honório Gurgel |
| 9    | Samba Como Pode                       |

### Grupo 7
O desfile foi realizado a partir das 20 horas da segunda-feira, dia 2 de março de 1992, na Praça das Nações. Acadêmicos do Juramento foi o campeão.
| Col. | Bloco                       |
| ---- | --------------------------- |
| 1    | Acadêmicos do Juramento     |
| 2    | Alegria das Crianças        |
| 3    | Unidos de Edson Passos      |
| 4    | Unidos de Urania            |
| 5    | Mocidade de Santa Margarida |
| 6    | Acadêmicos da Penha         |
| 7    | Mocidade Peteca da Paraná   |

### Grupo 8
O desfile foi realizado a partir das 20 horas da segunda-feira, dia 2 de março de 1992, na Estrada Henrique de Melo. Mocidade Unida da Mineira foi o campeão.
| Col. | Bloco                     |
| ---- | ------------------------- |
| 1    | Mocidade Unida da Mineira |
| 2    | Queima de Bangu           |
| 3    | Não Tem Mosquito          |
| 4    | Chega Mais do Caju        |
| 5    | Luar de Prata             |
| 6    | Pavão da Vila Rosário     |
| 7    | Unidos do Antares         |
| 8    | Três Unidos do Lote XV    |

### Grupo de Acesso
O desfile foi realizado a partir das 20 horas da segunda-feira, dia 2 de março de 1992, na Estrada Porto Velho. Unidos do Dendê foi o campeão.
| Col. | Bloco                           |
| ---- | ------------------------------- |
| 1    | Unidos do Dendê                 |
| 2    | Unidos da Lapa                  |
| 3    | Império da Caixa D'Água         |
| 4    | Sinhazinha do Canal             |
| 5    | Alegria da Vila da Penha        |
| 6    | Independente do Jardim Palmares |
| 7    | Caprichosos de Santa Margarida  |
| 8    | Tradição da Nova Cidade         |

## Coretos
Com o tema "Tributo a Emilinha Borba, Clóvis Bornay e Portela", o coreto da Rua Topázios, em Rocha Miranda, venceu o concurso.
| Col. | Coreto        |
| ---- | ------------- |
| 1    | Rocha Miranda |
| 2    | Bangu         |
| 3    | Jacarepaguá   |

## Frevos carnavalescos
O desfile dos clubes de frevo foi realizado a partir das 19 horas do sábado, dia 29 de fevereiro de 1992, na Avenida Atlântica, em Copacabana. Lenhadores foi o campeão.
| Ordem dos desfiles                                                                                                 |
| 1. Vassourinhas 2. Batutas da Cidade Maravilhosa 3. Lenhadores 4. Pás Douradas 5. Flor do Estácio 6. Gavião do Mar |

## Ranchos carnavalescos
O desfile dos ranchos foi organizado pela Federação dos Ranchos do Estado do Rio de Janeiro e realizado a partir das 19 horas da segunda-feira, dia 2 de março de 1992, na Avenida Atlântica. Alegria da Saúde foi o campeão.
| Ordem dos desfiles |
| 1. Decididos de Quintino 2. Lira de Vila Isabel 3. Rosa de Ouro 4. Amigos do Lalá 5. Flor da Saudade 6. Alegria da Saúde |

## Sociedades carnavalescas
O desfile das grandes sociedades foi realizado na terça-feira de carnaval, 3 de março de 1992, na Avenida Atlântica. Diplomatas da Tiradentes foi o campeão.
| Ordem dos desfiles |
| 1. Flor da Natureza 2. Clube dos Cariocas 3. Clube dos Lordes 4. Império de Ébano 5. Pierrôs da Caverna 6. Diplomatas da Tiradentes |